# Femke Gerritse
Femke Gerritse (* 14. Mai 2001 in ’s-Hertogenbosch) ist eine niederländische Radrennfahrerin, die im Cyclocross- und Straßenradsport aktiv ist.
Gerritse wurde 2018 wurde sie Juniorenmeisterin im Cyclocross und 2019 im Straßenrennen.
Im Erwachsenenbereich schloss Gerritse sich 2021 dem UCI Women’s Continental Team Parkhotel Valkenburg an. Ihren ersten internationalen Eliteerfolg erzielte sie 2021 auf der dritten Etappe der Watersley Womens Challenge, die sie auf Rang vier der Gesamtwertung abschloss. Die Thüringen-Rundfahrt 2022 beendete sie als Gesamtdritte und Gewinnerin der Nachwuchswertung. Bei den Europameisterschaften 2022 gewann sie mit dem niederländischen U23-Nationalteam die Bronzemedaille in der Mixed-Staffel.

## Erfolge
2018
- Niederländische Meisterin – Cyclocross (Juniorinnen)

2019
- eine Etappe Healthy Ageing Tour Junior Women
- Niederländische Meisterin – Straßenrennen (Juniorinnen)
- eine Etappe Watersley Ladies Challenge

2021
- eine Etappe Watersley Womens Challenge

2022
- Nachwuchswertung Internationale Thüringen-Rundfahrt der Frauen
- Europameisterschaften Mixed-Staffel (U23)

2025
- Omloop van het Hageland
- Volta NXT Classic
- eine Etappe Vuelta Femenina